# Chris Vance (actor)
Chris Vance (născut George Christopher Vance), (n. decembrie 1971, Londra, Anglia) este un actor australian, cunoscut publicului mai ales prin prestația sa din serialul All Saints. Vance a mai avut apariții și în producțiile australiene Stingers și Blue Heelers, precum și în The Bill. În iunie 2007 a fost făcut public faptul că va apărea în cel de-al treilea sezon al serialului Prison Break, în rolul unui deținut pe numele Whistler.